# Otoczenie i sąsiedztwo
Otoczenie – wieloznaczne pojęcie matematyczne, różnie definiowane w analizie i topologii. W każdym wypadku jest to pewien typ zbioru zawierającego dany punkt lub ustalony zbiór. Czasem wymaga się, by otoczenie było zbiorem otwartym.
Blisko powiązanym pojęciem jest sąsiedztwo punktu – otoczenie punktu z wyłączeniem jego samego. Jeśli {\displaystyle U_{x}} jest otoczeniem punktu {\displaystyle x,} to jego sąsiedztwem nazywa się różnicę zbiorów:
{\displaystyle S_{x}:=U_{x}\setminus \{x\}.}
Za pomocą otoczeń i sąsiedztw definiuje się inne pojęcia matematyczne. Wśród nich są niektóre przedmioty analizy jak ekstremum funkcji i granice funkcji w punkcie.

## Otoczenia i sąsiedztwa liczb rzeczywistych

Pokazany przedział na osi rzeczywistej to otoczenie otwarte punktu z promieniem (epsilon).

Otoczenia definiuje się dla dowolnej liczby rzeczywistej {\displaystyle x_{0}\in \mathbb {R} ,} czyli punktu na osi liczbowej. Otoczenie to pewien typ przedziału otwartego, a dokładne znaczenie zależy od kontekstu:
- otoczenie w sensie wąskim (sensu stricto) to każdy przedział otwarty złożony ze wszystkich liczb odległych od {\displaystyle x_{0}} o mniej niż ustalona wartość, zwana promieniem otoczenia[2]:

{\displaystyle {\begin{aligned}U(x_{0},\varepsilon )&:=\{x\in \mathbb {R} :|x-x_{0}|<\varepsilon \}=\\&=(x_{0}-\varepsilon ;x_{0}+\varepsilon ).\end{aligned}}}
- otoczenie w sensie szerokim (sensu largo) to dowolny przedział otwarty zawierający punkt {\displaystyle x_{0}}[1][3]; punkt ten nie musi być pośrodku tego przedziału, a przedział nie musi być ograniczony – może nim być cała oś rzeczywista[2]:

{\displaystyle U_{x}=(a;b)=\{x:a<x<b\}.}
Oprócz tego dla każdego punktu {\displaystyle x\in \mathbb {R} } definiuje się:
- sąsiedztwo, czyli różnicę odpowiedniego przedziału i tego punktu, tj. sumę mnogościową przedziałów: {\displaystyle S_{x}=(a;b)\setminus \{x\}=(a;x)\cup (x;b);}
- sąsiedztwo lewostronne, czyli przedział otwarty, którego prawym końcem (kresem górnym) jest ten punkt: {\displaystyle S_{x}^{-}=(a;x);}
- sąsiedztwo prawostronne, czyli przedział otwarty, którego lewym końcem (kresem dolnym) jest ten punkt: {\displaystyle S_{x}^{+}=(x;a).}

Za pomocą sąsiedztw jednostronnych definiuje się granice jednostronne funkcji w punkcie.

## Otoczenia w przestrzeniach metrycznych

Zbiór na płaszczyźnie jest otoczeniem punktu jeżeli istnieje koło bez brzegu (czyli otwarta kula w przestrzeni dwuwymiarowej) zawierające i zawarte w

W przestrzeni metrycznej {\displaystyle X} z metryką {\displaystyle d} otoczenie punktu można określić za pomocą kul otwartych.

### Otoczenia punktu
{\displaystyle V} jest otoczeniem punktu {\displaystyle p} jeśli istnieje kula otwarta o środku w punkcie {\displaystyle p} i promieniu {\displaystyle r>0,} tj.
{\displaystyle B_{r}(p)=\{x\in X\colon d(x,p)<r\},}
która jest zawarta w zbiorze {\displaystyle V.}

### Przykłady otoczeń otwartych
- Na płaszczyźnie euklidesowej {\displaystyle \mathbb {R} ^{2}} otoczeniem otwartym punktu {\displaystyle x} jest np. dowolne koło bez brzegu zawierające ten punkt (niekoniecznie umieszczony w środku koła), zaś jego sąsiedztwem jest to koło bez tego punktu.
- W przestrzeni euklidesowej {\displaystyle \mathbb {R} ^{3}} otoczeniem otwartym punktu {\displaystyle x} jest np. dowolna kula bez brzegu zawierająca ten punkt (niekoniecznie umieszczony w środku kuli), zaś jego sąsiedztwem jest kula bez tego punktu.

### Otoczenia jednostajne zbioru

Zbiór na płaszczyźnie i jednostajne otoczenie zbioru

Otoczeniem jednostajnym zbioru {\displaystyle S} w przestrzeni metrycznej nazwiemy zbiór {\displaystyle V} o tej własności, że istnieje taka liczba {\displaystyle r>0,} że dla każdego {\displaystyle p\in S} kula otwarta o środku w punkcie {\displaystyle p} i promieniu {\displaystyle r,} tj.
{\displaystyle B_{r}(p)=\{x\in X\colon d(x,p)<r\},}
jest zawarta w zbiorze {\displaystyle V.}
Innymi słowy, zbiór {\displaystyle V} jest sumą wszystkich kul o ustalonym promieniu i środkach w punktach zbioru {\displaystyle S.}

## Otoczenia w przestrzeniach topologicznych

### Otoczenia punktu
Niech {\displaystyle x} będzie elementem przestrzeni topologicznej {\displaystyle (X,\tau ).} Zbiór {\displaystyle V\subseteq X} jest otoczeniem punktu {\displaystyle x,} gdy istnieje zbiór otwarty {\displaystyle U\in \tau ,} dla którego
{\displaystyle x\in U\subseteq V.}
Innymi słowy, zbiór {\displaystyle V} jest otoczeniem punktu {\displaystyle x,} jeśli {\displaystyle x\in {\text{Int}}V,} gdzie {\displaystyle {\text{Int}}V} oznacza wnętrze zbioru {\displaystyle V}.
Uwaga 1: Otoczenie punktu nie musi być zbiorem otwartym – wystarczy, że zawiera zbiór otwarty zawierający dany punkt. W szczególności, otoczenie może być zbiorem domkniętym, zwartym itd. Otoczenia takie nazywamy odpowiednio otoczeniem otwartym, domkniętym, zwartym itp.
Uwaga 2: Należy zwracać uwagę na konwencje stosowane przez różnych autorów. Niektórzy z nich za otoczenia punktu przyjmują wyłącznie zbiory otwarte zawierające dany punkt. W stosowanej tu terminologii otoczenia takie nazywamy otoczeniami otwartymi.

### Otoczenia zbioru
Niech {\displaystyle S} jest podzbiorem {\displaystyle X.} Otoczeniem zbioru {\displaystyle S} jest zbiór zawierający zbiór otwarty, który zawiera {\displaystyle S.} W szczególności, otoczenie zbioru jest otoczeniem każdego punktu tego zbioru
Inaczej mówiąc suma otoczeń wszystkich punktów zbioru jest jego otoczeniem.

### System otoczeń a topologia
Jeżeli dla każdego punktu {\displaystyle x} zbioru {\displaystyle X} dana jest pewna rodzina {\displaystyle B(x)} podzbiorów {\displaystyle U} zbioru {\displaystyle X} spełniająca warunki:
1. dla każdego {\displaystyle U\in B(x)} mamy, że {\displaystyle x\in U,}
2. dla dowolnego {\displaystyle U\in B(x)} istnieje takie {\displaystyle V\in B(x),} że {\displaystyle U\in B(y)} dla wszelkich {\displaystyle y\in V,}

to fakt ten można wykorzystać do określenia topologii w zbiorze {\displaystyle X{:}} zbiór otwarty definiuje się jako zbiór, który wraz z każdym swoim punktem {\displaystyle x} zawiera również pewien zbiór z rodziny {\displaystyle B(x).}

### Otoczenie jako pojęcie pierwotne aksjomatyki
Pierwsza aksjomatyka przestrzeni topologicznej, podana przez Hausdorffa, była oparta na pojęciu otoczenia.
Definicja. Przestrzenią topologiczną nazywamy parę {\displaystyle (X,\tau )} złożoną ze zbioru {\displaystyle X} oraz rodziny
{\displaystyle \tau =\{\tau _{x}\}_{x\in X}}
zbiorów {\displaystyle \tau _{x},} których elementami są podzbiory (zwane otoczeniami elementu {\displaystyle x}) zbioru {\displaystyle X} spełniające następujące aksjomaty:
1. Każde otoczenie {\displaystyle x} zawiera {\displaystyle x} oraz zbiór {\displaystyle X} jest otoczeniem każdego swojego punktu.
2. Każdy zbiór zawierający jakieś otoczenie {\displaystyle x} jest także otoczeniem {\displaystyle x.}
3. Przecięcie dowolnej pary otoczeń {\displaystyle x} jest także otoczeniem {\displaystyle x.}
4. W każdym otoczeniu {\displaystyle x} zawarte jest takie otoczenie {\displaystyle x,} które jest zarazem otoczeniem każdego swojego punktu[9].